# Romuald Szramkiewicz
 (avril 2018).
Romuald Szramkiewicz, né à Toulouse le 9 janvier 1936 et mort le 12 novembre 1995 à Garches, est un juriste français, spécialiste d'histoire du droit et des institutions.

## Biographie
Issu d'une famille de l'aristocratie polonaise, Romuald Szramkiewicz poursuit des études de droit à la faculté de Toulouse.
Reçu agrégé d'histoire du droit en 1972, il est professeur à l'Université de Poitiers puis à l'Université de Paris 1 Panthéon-Sorbonne. De 1977 à 1983, il assure également des conférences à l'Ecole pratique des hautes études (Ve section - Sciences religieuses). En 1983, il est nommé par le Quai d'Orsay Conseiller du Gouvernement pour les Affaires religieuses. Il demeure surtout l'auteur de nombreux ouvrages et articles concernant l'histoire du droit et des institutions. Ses éminentes responsabilités lui valurent d'être fait officier du Mérite national, chevalier de la Légion d'honneur et commandeur de l'ordre souverain de Malte.

## Ouvrages
- Les Régents et censeurs de la Banque de France nommés sous le Consulat et l'Empire, Genève, Paris, Droz, 1974, 422 p. Prix Marie-Eugène Simon-Henri-Martin de l’Académie française en 1975.
- Les Gouverneurs de provinces à l'époque augustéenne. Contribution à l'histoire administrative et sociale du Principat, Paris, Nouvelles éditions latines, t. 1, 1975, 427 p. ; t. 2, 1976, 535 p.
- Droit et société en France autour de la Révolution, Paris, Les cours de droit, 1988, 462 p.
- Histoire du droit des affaires, Paris, Montchrestien, Précis Domat, 1ère édition, 1989, 343 p.
- Histoire des institutions. 1750-1914. Droit et société en France de la fin de l'Ancien Régime à la Première Guerre mondiale (en collaboration avec Jacques Bouineau), Paris, Litec, 1ère édition, 1989, 632 p. (Ouvrage honoré du prix Estrade-Delcros de l'Académie des sciences morales et politiques)
- Histoire du droit français de la famille, Paris, Dalloz, 1995, 150 p.